# Atirau
|  | Per a altres significats, vegeu «Província d'Atirau». |

Atirau (kazakh: Атырау; rus: Атырау), coneguda com a Gúriev (rus: Гурьев) fins a l'any 1991, és una ciutat transcontinental del Kazakhstan, i la capital de la província d'Atirau. És a la desembocadura del riu Ural, 2.700 quilòmetres a l'oest d'Almati i 350 km a l'est d'Astracan. Altres transliteracions inclouen Aterau, Atyrau, Atyraw, Atyraou, Atırav, Atıraw. Atirau és famosa per les seves indústries del petroli i de la pesca. Té 154.100 habitants (2007), el 90% són ètnicament kazakhs la resta són principalment russos i altres grups ètnics com tàtars i ucraïnesos.

## Geografia
Atirau (junt amb Akhtau) és la ciutat portuària més important del Kazakhstan a la mar Càspia al delta del riu Ural. La ciutat d'Atirau és a uns 20 metres per sota del nivell del mar. Aquesta ciutat es considera sovint que es troba tant a Europa com a Àsia i el riu Ural la divideix. La ciutat és a la Depressió del Caspi i és un centre petrolier dels camps de Tenguiz i Kaixagan. Hi ha un oleoducte des d'Atirau a Samara, on s'ajunta amb el sistema rus. Un altre oleoducte va del camp de Tenguiz al port rus de Novorossisk.
Atyrau té un clima continental amb una temperatura mitjana anual de 8 °C. El gener la mitjana és de -10 °C, les temperatures mitjanes per sota de zero s'estenen de desembre a març, i el juliol de 25 °C. Té un clima semiàrid amb una pluviometria de 160 litres.

## Història
L'any 1645 es va construir un fort de fusta a la desembocadura del riu Ural (llavors anomenat Yaik) amb el nom de Nizhny Yaitzky Gorodok (literalment: Fort Yaik inferior) pel comerciant rus Guri Nazarov, un natiu de Iaroslavl, especialitzat en el comerç amb el Kanat de Khivà i el Kanat de Bukharà. El fort va ser destruït pels cosacs Yaik, i va ser reconstruït en pedra (1647–62). El cosac rebel Stepan Razin va prendre la ciutat el 1667 i el 1668. El fort va perdre gradualment la seva importància estratègica i va ser demolit el 1810. Entre 1708 i 1992 la ciutat rebia el nom de Gúriev.